# Open....
Open.... era un servizio televisivo digitale interattivo, basato sulle trasmissioni satellitari di BSkyB. Lanciato nell'ottobre 1999, era un servizio all'avanguardia e rivoluzionario che includeva home banking, e-commerce, posta elettronica, videogiochi e altre applicazioni interattive, il tutto fatto per soddisfare le esigenze specifiche degli utenti e requisiti. Lanciato pochi mesi dopo nell'agosto 1999, è sopravvissuto solo fino all'ottobre 2001, quando è stato acquisito e rinominato da BSkyB, perdendo 16 milioni di sterline. Open.... è stato premiato con un Design Council Millennium Product Award.
Il servizio era gestito da Open Interactive Limited, che era una sussidiaria di British Interactive Broadcasting. British Interactive Broadcasting era a sua volta di proprietà di un consorzio composto da società che coinvolgevano Hong Kong e Shanghai Banking Corporation, British Telecom, Matsushita e BSkyB. Dopo i ricavi deludenti e un cambiamento nel marketing di Sky, BSkyB ha acquistato le restanti azioni di Open nel maggio 2001 e il servizio è stato rinominato Sky Active.
Open è stato commercializzato come il servizio di TV interattiva di punta sulla piattaforma Sky Digital lanciata di recente nel Regno Unito. Open è stato originariamente progettato per ospitare tutte le funzioni interattive di Sky Digital sotto un unico nome e in un unico luogo.
Open aveva una sede centrale all'avanguardia completamente ristrutturata a Farringdon Street, Londra, dove il suo contenuto è stato progettato e costruito. Gli uffici ospitavano anche la loro sala di controllo dei servizi e i server proxy del servizio (per quando i Digibox degli utenti chiamavano per scaricare e caricare i dati). La trasmissione ha avuto luogo presso l'allora sito BT Teleport nel nord di Londra.
I servizi includevano acquisti, e-mail, giochi, servizi bancari e informazioni come guide di film e meteo. Il contenuto era ampio e di ampia portata, tuttavia si trattava di un "giardino recintato", poiché gli utenti non potevano andare su Internet o sulle pagine web tradizionali. Tutto il contenuto è stato progettato specificamente per l'uso su Open e non era disponibile su altre piattaforme.
Durante la sua breve vita, e nonostante Open abbia elaborato 65.000 transazioni di acquisto, ha perso 116 milioni di sterline.

## Accesso e disponibilità
L'accesso era disponibile per tutti gli abbonati Sky Digital ed era possibile accedervi in qualsiasi momento premendo il pulsante "Interactive" sul telecomando Sky Digital.
Open... è stato commercializzato come disponibile 24 ore al giorno, 365 giorni all'anno per la comodità del cliente. Tuttavia, in realtà, il servizio non è stato disponibile per un certo numero di minuti in orari più silenziosi (generalmente intorno alle 4 del mattino ogni mattina) quando il software del server proxy di Open.... veniva aggiornato. Questo aggiornamento significava che i Digibox non potevano connettersi online e lasciava i clienti incapaci di effettuare acquisti o scaricare dati (come le previsioni del tempo).
Gli utenti possono navigare in Open.... utilizzando i tasti numerici o tramite i quattro pulsanti colorati in genere sul telecomando Sky Digital. Altri pulsanti utilizzati includevano il pulsante "back-up" per tornare indietro di una schermata, o le frecce direzionali anche sul loro telecomando Sky Digital.
Tutte le schermate, indipendentemente da chi ha fornito il contenuto, hanno visualizzato il banner di navigazione Open.... Era grigio e semitrasparente e presentava i quattro pulsanti colorati. La funzione di ogni pulsante colorato variava; tuttavia, il pulsante rosso era sempre il menu "vai a". Consente agli utenti di aggiungere un segnalibro a una schermata particolare, visualizzare la cronologia di navigazione o "tornare indietro" a una schermata.
Entrando nella piattaforma Open...., agli utenti è stata presentata la homepage del menu di primo livello. Consisteva in 7 o 8 opzioni numerate (in genere acquisti, operazioni bancarie, informazioni, e-mail e modalità di utilizzo) e un video a un quarto di schermo con pubblicità televisiva tradizionale (delle funzionalità disponibili tramite Open....). Man mano che gli utenti navigavano attraverso i vari menu, alla fine potevano accedere a Open.... portali di fornitori di servizi come il negozio WH Smith o la posta elettronica Talk21. Un esempio può essere visto sopra.
Open.... era suddiviso in cinque zone o aree principali, tra cui:

### Shopping
Rivenditori come Woolworths o The Gadget Shop sono stati in grado di fornire una piccola presenza in negozio attraverso Open.... con il proprio marchio, stile e prodotti. In genere, a causa del modo in cui Open.... funzionava, gli utenti dovevano connettersi e consentire al loro Digibox di andare online, normalmente a un numero di tariffa locale per scaricare le informazioni sul prodotto e, in tutti i casi, effettuare un acquisto tramite Open.... L'Islanda era originariamente il negozio interattivo di punta ma, nonostante l'ampia pubblicità, non fu mai effettivamente lanciato.

### Home-banking
Le tre banche principali a presentare una presenza su Open.... erano HSBC (allora Midland Bank), Halifax e The Woolwich ; tuttavia, HSBC è stata l'unica banca a fornire effettivamente una vera esperienza di banking online. Halifax e The Woolwich hanno fornito solo pagine informative sulla loro gamma di prodotti e servizi.
Open.... ha fornito vari schermi informativi come notizie e copertura sportiva da Sky News e Sky Sports, previsioni del tempo, showbiz (attraverso il portale "Hello"), nonché elenchi di cinema e guide di viaggio. Open.... presentava anche una prospettiva di agente di viaggio , ma ancora una volta, questo era solo per informazione; nessuna vacanza poteva essere prenotata tramite Open....
Il gioco era eccezionalmente popolare tra i giovani utenti di Open..... I giochi erano generalmente disponibili tramite la trasmissione satellitare e, in quanto tali, non richiedevano all'utente di andare online per scaricare i dati di gioco (tranne quando si inviavano i punteggi più alti).
I giochi originali includevano Beehive Bedlam, Fathom, Big Top Drop, Sheep Dip, Marvin Mole, King Tutti, Bumble Tumble e Corporal Cluck. Marvin Mole Level 5 è stato completato bendato da Daniel Shah, in oltre 1000 mosse.
Beehive Bedlam era l'unico gioco ancora disponibile attraverso il portale Sky Games fino alla sua chiusura nel gennaio 2015. Sebbene gli spettatori non abbiano effettivamente notato una differenza a parte il marchio Sky Games; il gioco era stato completamente ricostruito da zero sin dal primo lancio di Open....
Beehive Bedlam è stato rilanciato nel 2020 in Sky Q.

### Personale
Open.... ha fornito (tramite BT) un portale di posta elettronica Talk 21. Attraverso la connessione online di Digibox, gli utenti potevano registrarsi, inviare e ricevere e-mail tramite il servizio BT Talk 21.
Tutte le email (indipendentemente dalla codifica) sono state visualizzate e inviate come testo normale. Impossibile leggere o allegare allegati. Quando il servizio è stato lanciato per la prima volta, era previsto che utilizzasse il dominio @ open-talk.co.uk; tuttavia, poiché BT era uno dei principali azionisti, si è sentito meglio utilizzare il marchio di posta elettronica BT Talk 21.
Un altro servizio di Open.... era l'Open Organizer. Ha permesso agli utenti di creare profili personali e memorizzare i dettagli della propria carta di credito per l'utilizzo in tutta la piattaforma Open.... Invece di dover digitare il tuo nome, indirizzo e numero di carta di credito ogni volta che desideri acquistare qualcosa tramite Open..., puoi scegliere di selezionare il tuo profilo dalla schermata Organizer e utilizzare i dettagli memorizzati. Il portale Organizer richiedeva sempre una connessione ad internet per funzionare.

## Critiche
Open.... ha affrontato molte critiche e critiche, alcune delle quali sono elencate di seguito: 
1. L'apertura era estremamente lenta rispetto ad un qualunque browser. Quando gli utenti passavano tra zone o fornitori di servizi, dovevano attendere circa 30 secondi per il download dell'applicazione successiva.
2. Connessioni online. Per inviare qualsiasi tipo di dati a Open...., gli utenti dovevano consentire ai loro digibox di andare online normalmente con un numero di telefono con tariffa locale o nazionale.
3. Gli utenti non potevano guardare Sky TV e utilizzare Open.... allo stesso tempo.
4. Essendo un "giardino recintato", i fornitori di servizi dovevano affittare una certa quantità di capacità sulla piattaforma. Con questo in mente, i negozi online normalmente presentavano una selezione estremamente limitata di prodotti.
5. Numerosi fornitori di servizi sono stati ampiamente pubblicizzati, come l'Islanda e E * Trade. Tuttavia, questi fornitori non hanno mai effettivamente lanciato un servizio sulla piattaforma.